# Diogo Santos
Diogo de Almeida Santos, noto semplicemente come Diogo Santos (Vila Franca de Xira, 13 novembre 1984), è un ex calciatore portoghese, di ruolo centrocampista.

## Caratteristiche tecniche
È un mediano.

## Carriera
Fra il 2013 ed il 2015 ha giocato con il Brașov, dove ha collezionato 25 presenze in Liga I.